# 단축어 (앱)
단축어(Shortcuts, 이전 이름: Workflow)은 애플이 개발한 비주얼 스크립팅 애플리케이션이다. iOS, IPadOS, macOS, WatchOS 운영 체제에서 제공된다. 사용자는 매크로를 만들어서 장치에 특정 작업을 실행할 수 있다. 이 작업 시퀀스는 사용자가 만들 수 있으며 아이클라우드를 통해 온라인으로 공유가 가능하다.
숏컷은 처음에 데스크커넥트가 만든 것이다.

## 같이 보기
- 애플스크립트